# Odisha
L'Odisha (en odia : ଓଡ଼ିଶା), appelé Orissa jusqu'au 4 novembre 2011,, est un État côtier de l'Est de l'Inde. Il compte environ 47 millions d'habitants.

## Histoire
- VIe – VIIe siècles : dynastie des Śailodbhava
- VIIe – IXe siècles : dynastie Bhauma-Kara (en)
- Xe – XIe siècles : dynastie des Somavamśī
- XIIe – XIIIe siècles : dynastie des Ganga
- 1803-1848 : conquête de l'Odisha par les Britanniques et occupation
- 1866 : Famine en Inde de 1866
- 1882 : début d'activité politique locale dans l'Odisha, avec la création de l'Utkal Sabha et les revendications pour un groupement des locuteurs oriya[4]
- 1933 : création de l'Odisha en tant qu'entité administrative
- 2007-2008 : à Noël 2007 et du 23 août à fin septembre 2008, des pogroms anti-chrétiens font une centaine de morts et des milliers de déplacés[5]
- 2011 : l'État est rebaptisé « Odisha »

## Géographie et climat
L’Odisha est bordé par :
- le golfe du Bengale à l'est ;

Carte des 30 districts de l'Odisha.

- l'État du Jharkhand (créé en 2000, depuis le Bihar) et le Bengale-Occidental, au nord ;
- le Chhattisgarh (créé en 2000 depuis le Madhya Pradesh) à l'ouest ;
- l'Andhra Pradesh au sud.

L'Odisha possède un climat tropical de savane (chaud tout au long de l’année, mais doté d'une certaine fraîcheur durant l'hiver) avec une saison de mousson et une saison sèche. Malgré une densité de population élevée, la forêt tropicale de l'Odisha est encore largement préservée, tout comme sa faune et sa flore. 

## Politique

### Résultat des élections législatives de 2004
- INC-centristes 40,43 %
- BJD-centristes 30,02 %
- BJP-nationalistes 19,30 %
- BSP-intouchables 2,20 %
- SP-basses castes 0,62 %
- Parti communiste d'Inde (marxiste-léniniste) 0,44 %
- SHS-nationalistes 0,05 %
- JD (U)-centristes de gauche 0,02 %
- NCP-centristes de gauche 0 %
- Parti communiste d'Inde 0 %
- Parti communiste d'Inde (marxiste) 0 %
- JD (S)-centristes de gauche 0 %
- RJD-centristes de gauche 0 %

### Administration
L’Odisha  est découpé en 30 districts :
- Angul
- Balangir
- Balasore
- Bargarh
- Bhadrak
- Boudh
- Cuttack
- Debagarh
- Dhenkanal
- Gajapati
- Ganjam
- Jagatsinghpur
- Jajpur
- Jharsuguda
- Kandhamal
- Kalahandi
- Kendrapara
- Keonjhar
- Khordha
- Koraput
- Malkangiri
- Mayurbhanj
- Nabarangpur
- Nayagarh
- Nuapada
- Puri
- Rayagada
- Sambalpur
- Subarnapur
- Sundergarh

## Économie

### Macroéconomie
Entre 2000 et 2012, l'évolution du produit intérieur brut de l'Odisha est la suivante, (en milliards de roupie indienne) :

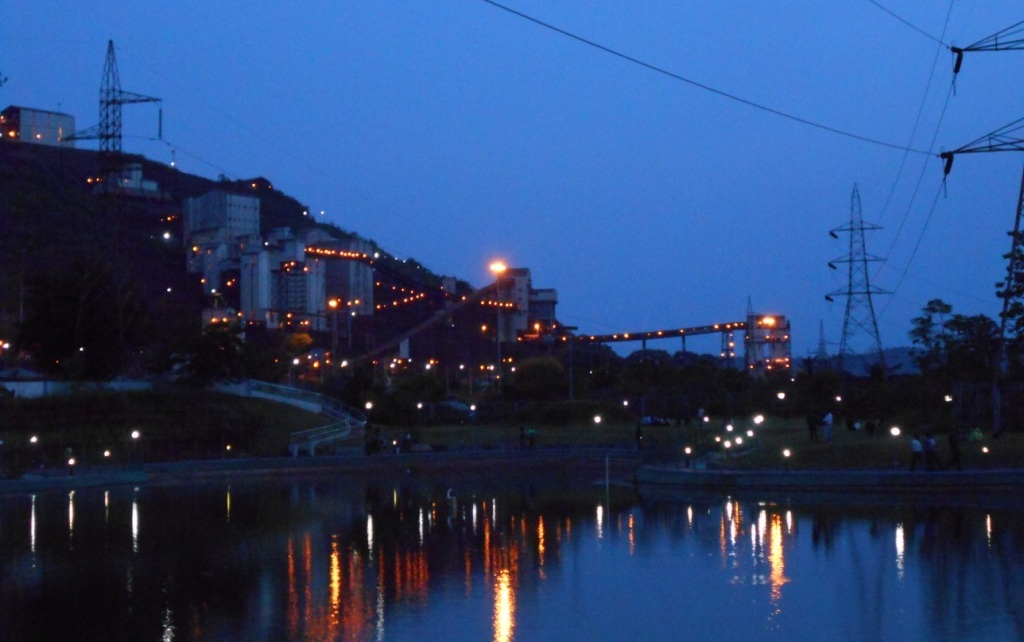
Mine de fer de Joda en 2014.

| Année     | Produit intérieur brut (en milliards de ) |
| --------- | ----------------------------------------- |
| 2000-2001 | 433,51                                    |
| 2001-2002 | 467,56                                    |
| 2002-2003 | 497,13                                    |
| 2003-2004 | 610,08                                    |
| 2004-2005 | 777,29                                    |
| 2005-2006 | 850,96                                    |
| 2006-2007 | 1 018,39                                  |
| 2007-2008 | 1 292,74                                  |
| 2008-2009 | 1 484,91                                  |
| 2009-2010 | 1 637,27                                  |
| 2010-2011 | 1 950,28                                  |
| 2011-2012 | 2 262,36                                  |

### Industrie
L'Odisha possède 90 % des réserves indiennes de chrome, 70 % de celles de bauxite et 24 % de celles de charbon. La firme coréenne POSCO a acheté du terrain en mai 2011 afin d'y construire une aciérie, après cinq ans de controverses et de conflits avec les paysans et défenseurs de l'environnement.

## Culture

### Danse
L’une des formes de danse classique de l’Inde, l’Odissi, est originaire d'Odisha. La danseuse Madhavi Mudgal, bien connue pour ses interprétations de ce type de danse classique, est née à Odisha.

### Religion

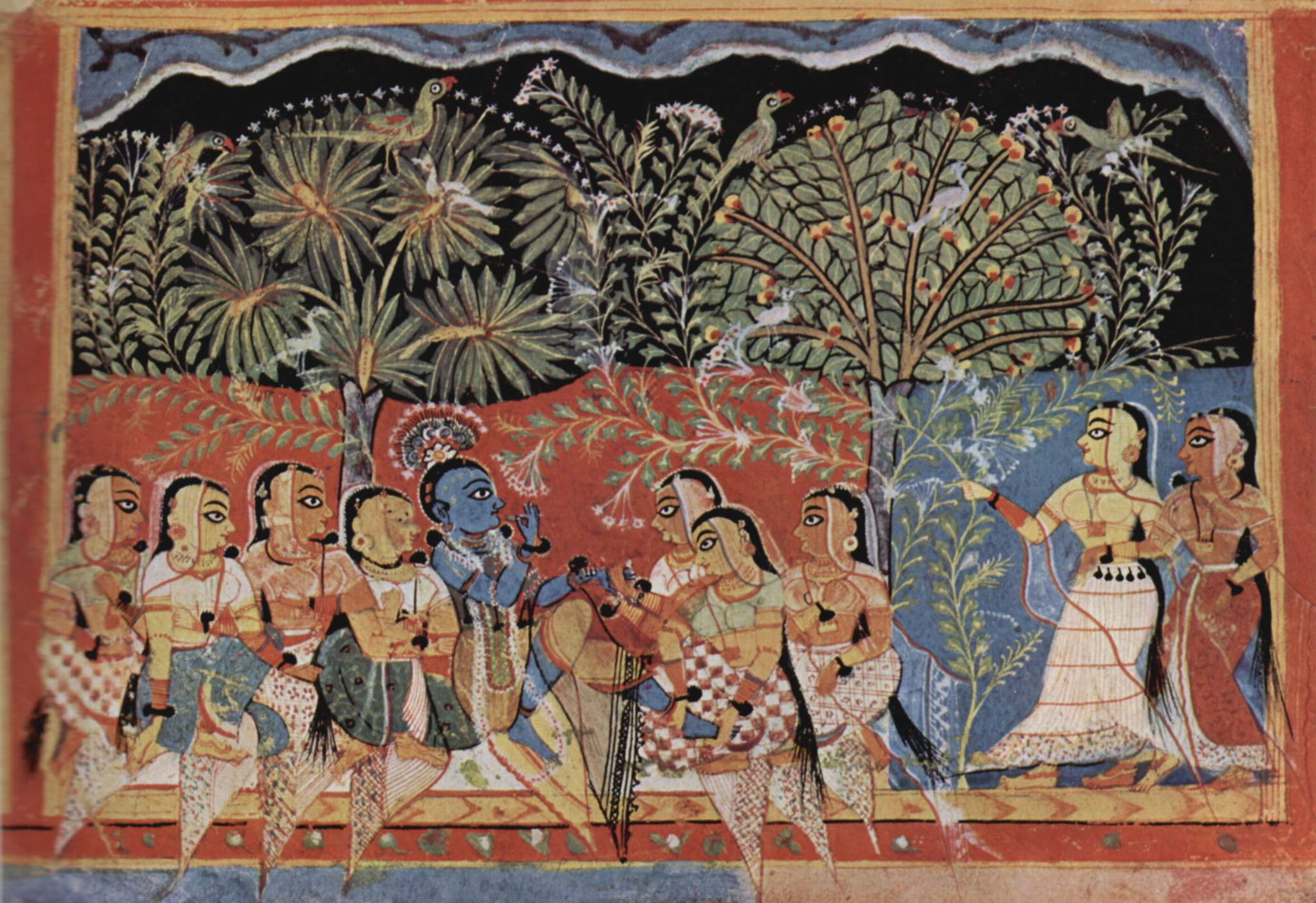
Manuscrit du Gita Govinda.

L'hindouisme est la religion principale de l'Odisha.
Les religions principales de l'Odisha sont :
| Religion    | Pourcentage de la population |
| ----------- | ---------------------------- |
| hindouistes | 94,35 %                      |
| chrétiens   | 2,44 %                       |
| musulmans   | 2,07 %                       |
| autres      | 1,14 %                       |

### Cuisine
Dahi baigana est un plat d'Odisha, préparé à base de yaourt et d’aubergines, en particulier à l’occasion des festivals.

## Éducation

### Établissements d'enseignement supérieur

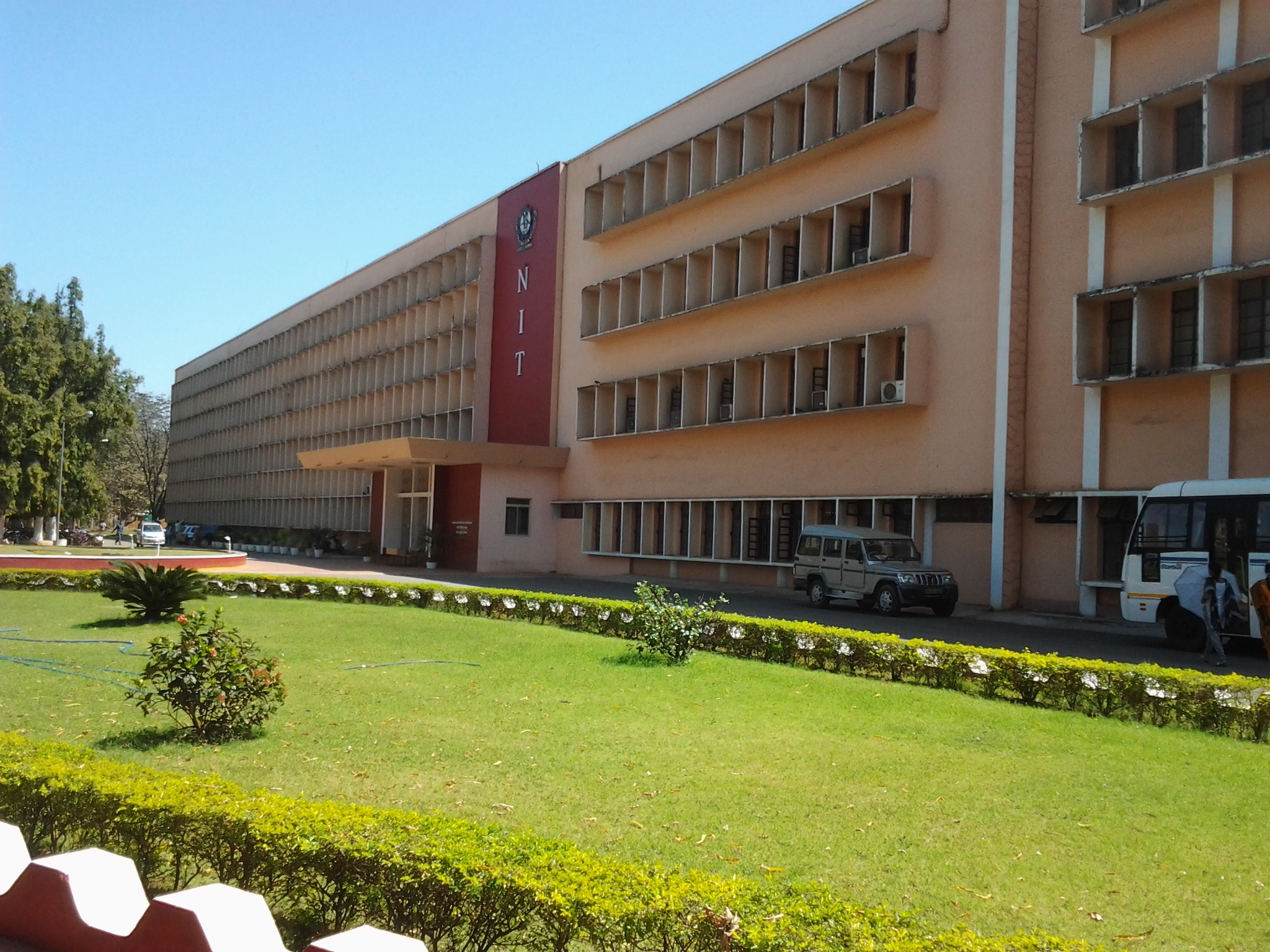
Bâtiment principal du NIT de Rourkela.

| Établissement                                                  | Ville       |
| -------------------------------------------------------------- | ----------- |
| All India Institute of Medical Sciences, Bhubaneswar           | Bhubaneswar |
| Berhampur University                                           | Berhampur   |
| Biju Patnaik University of Technology                          | Rourkela    |
| Buxi Jagabandhu Bidyadhar College                              | Bhubaneswar |
| Central University of Orissa                                   | Koraput     |
| College of Engineering and Technology                          | Bhubaneswar |
| Fakir Mohan University                                         | Balasore    |
| Indian Institute of Technology Bhubaneshwar                    | Bhubaneswar |
| Indira Gandhi Institute of Technology                          | Sarangi     |
| Maharaja Krishna Chandra Gajapati Medical College and Hospital | Berhampur   |
| National Institute of Science and Technology                   | Berhampur   |
| National Institute of Science Education and Research           | Bhubaneswar |
| National Institute of Technology Rourkela                      | Rourkela    |
| National Law University                                        | Cuttack     |
| North Orissa University                                        | Baripada    |
| Orissa University of Agriculture and Technology                | Bhubaneswar |
| Parala Maharaja Engineering College                            | Berhampur   |
| Ravenshaw University                                           | Cuttack     |
| Sambalpur University                                           | Sambalpur   |
| Shri Ramachandra Bhanj Medical College                         | Cuttack     |
| Utkal University                                               | Bhubaneswar |
| Veer Surendra Sai Medical College                              | Burla       |
| Veer Surendra Sai University of Technology                     | Burla       |

## Tourisme

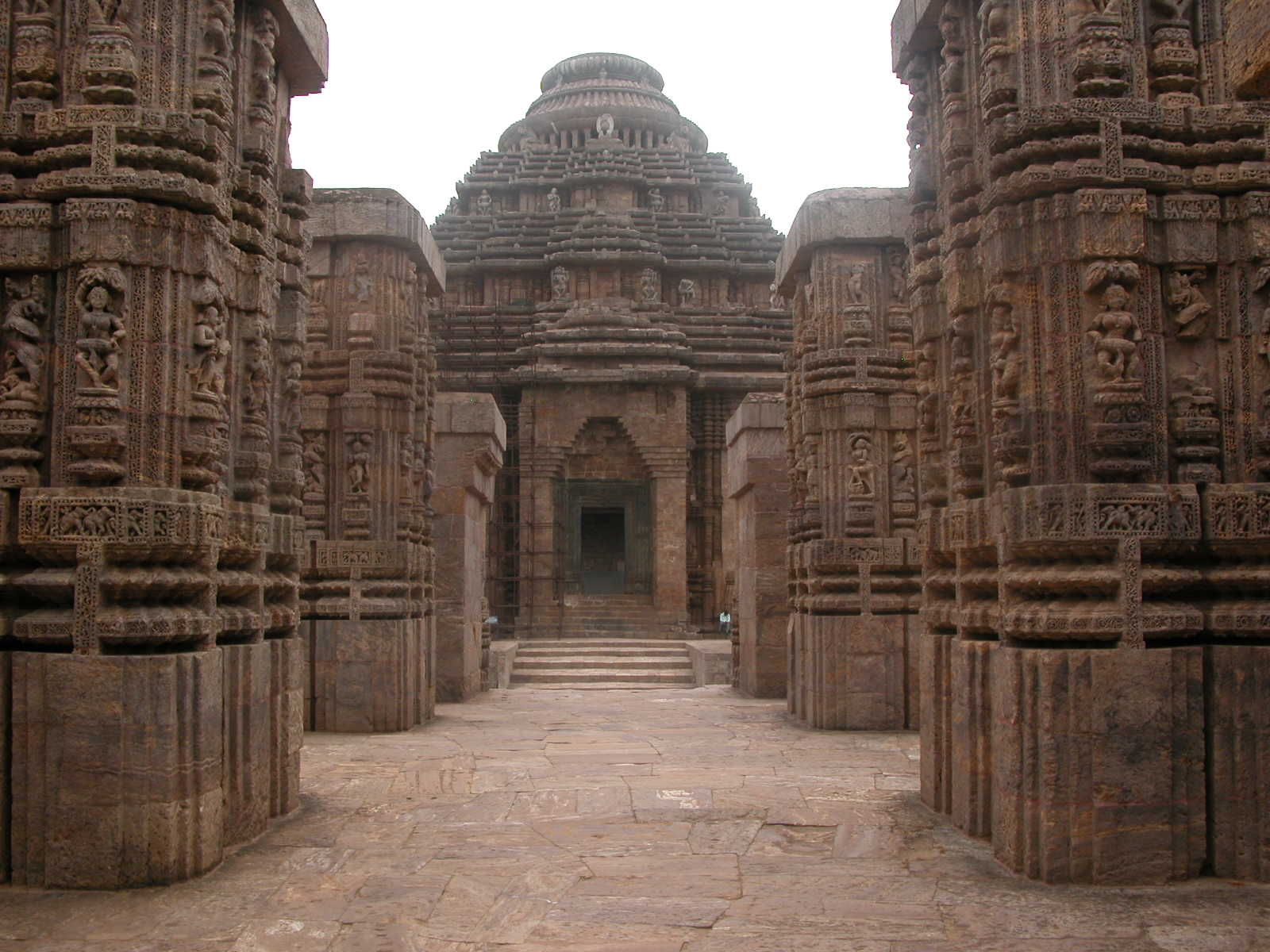
Le temple de Sûrya.

Sites touristiques importants : Bhubaneswar et ses nombreux temples, Purî et son temple de Jagannâtha, Konârak et son temple de Sûrya, Hirapur et son Temple des Yoginis, les cavernes jaïn d'Udayagiri et Khandagiri, les sites bouddhiques de Lalitagiri, Udaygiri et Ratnagiri, le lac Chilka (ou Chilika).

## Divers
Le 29 octobre 1999, l'Odisha a subi un cyclone exceptionnel qui a fait 20 000 victimes et tué 700 000 têtes de bétail, endommagé ou déraciné 90 millions d’arbres, fait  20 millions de sans-abris, cinq millions de fermiers ont perdu leur travail et  1,2 million d’hectares de culture ont été ravagés.

## Galerie

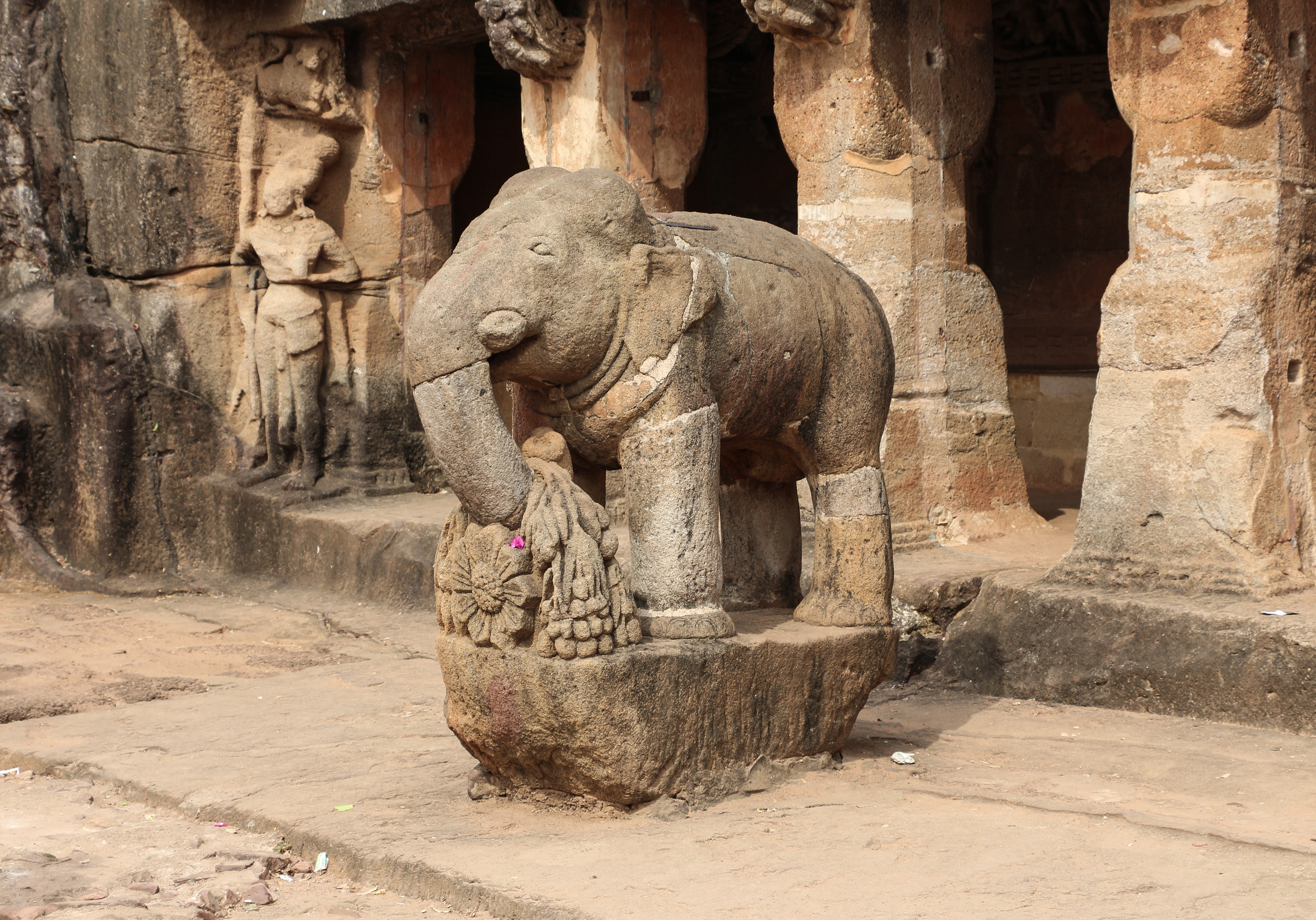
Les grottes sculptées d'Udayagiri, non loin de Bhubaneswar, sont un exemple majeur de ce style[Lequel ?] en Inde orientale.
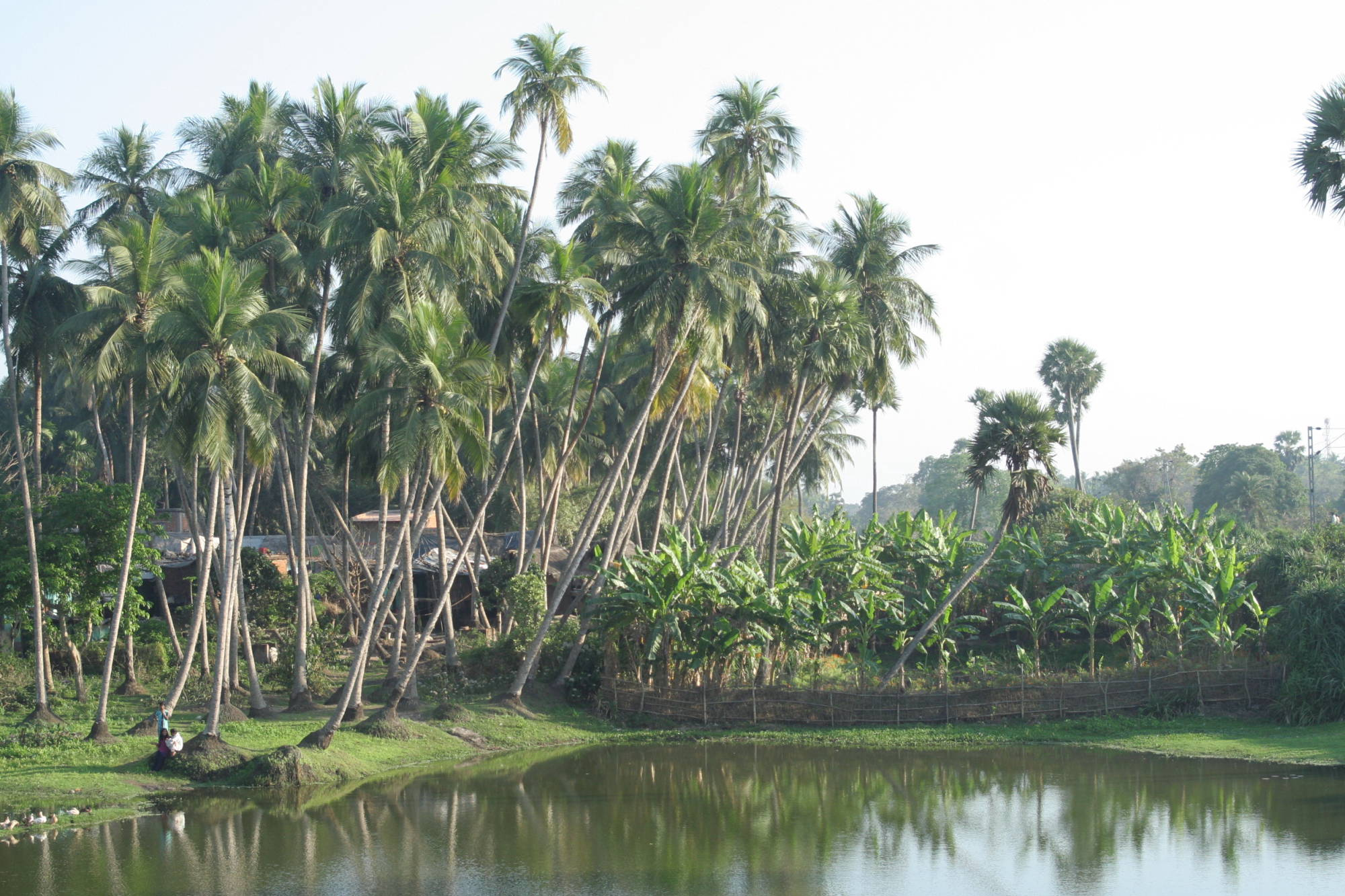
Raghurajpur (Odisha), dans le district de Puri, est un célèbre village d'artisans et de danseurs.
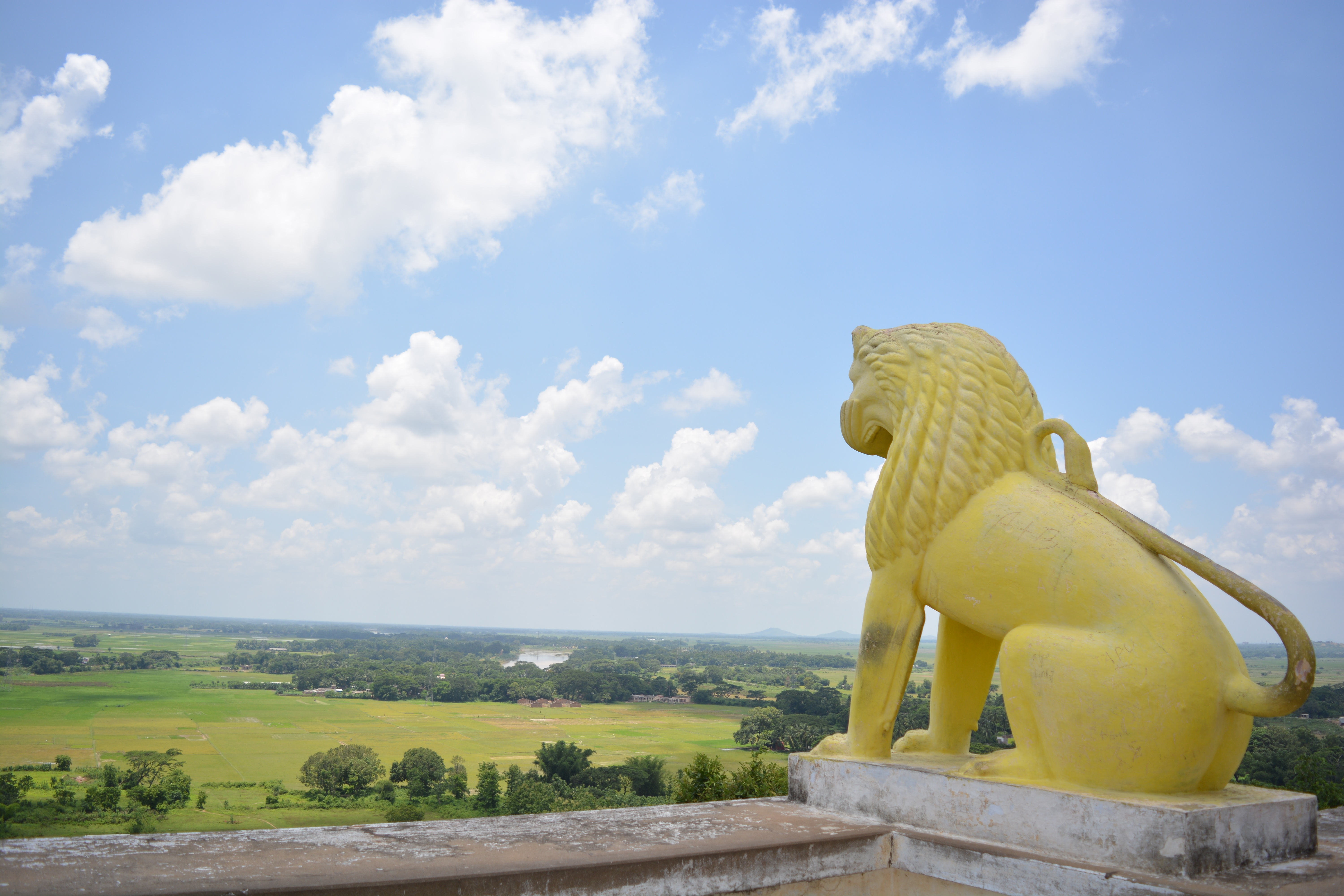
Dhauli est le site présumé de la bataille de Kalinga, à l'origine de la conversion d'Ashoka au bouddhisme.
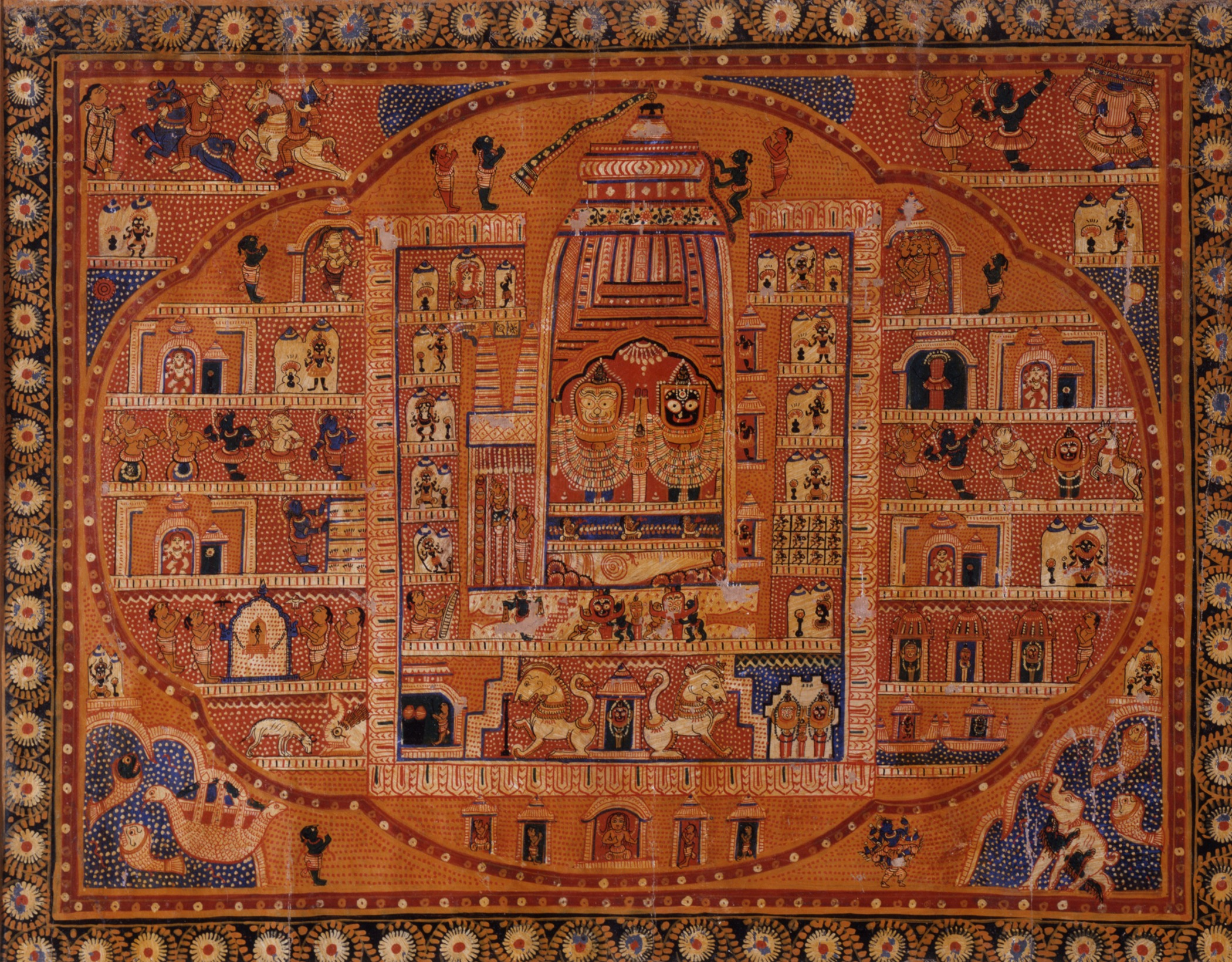
Les Pattachitras sont des toiles peintes traditionnelles de cette région.
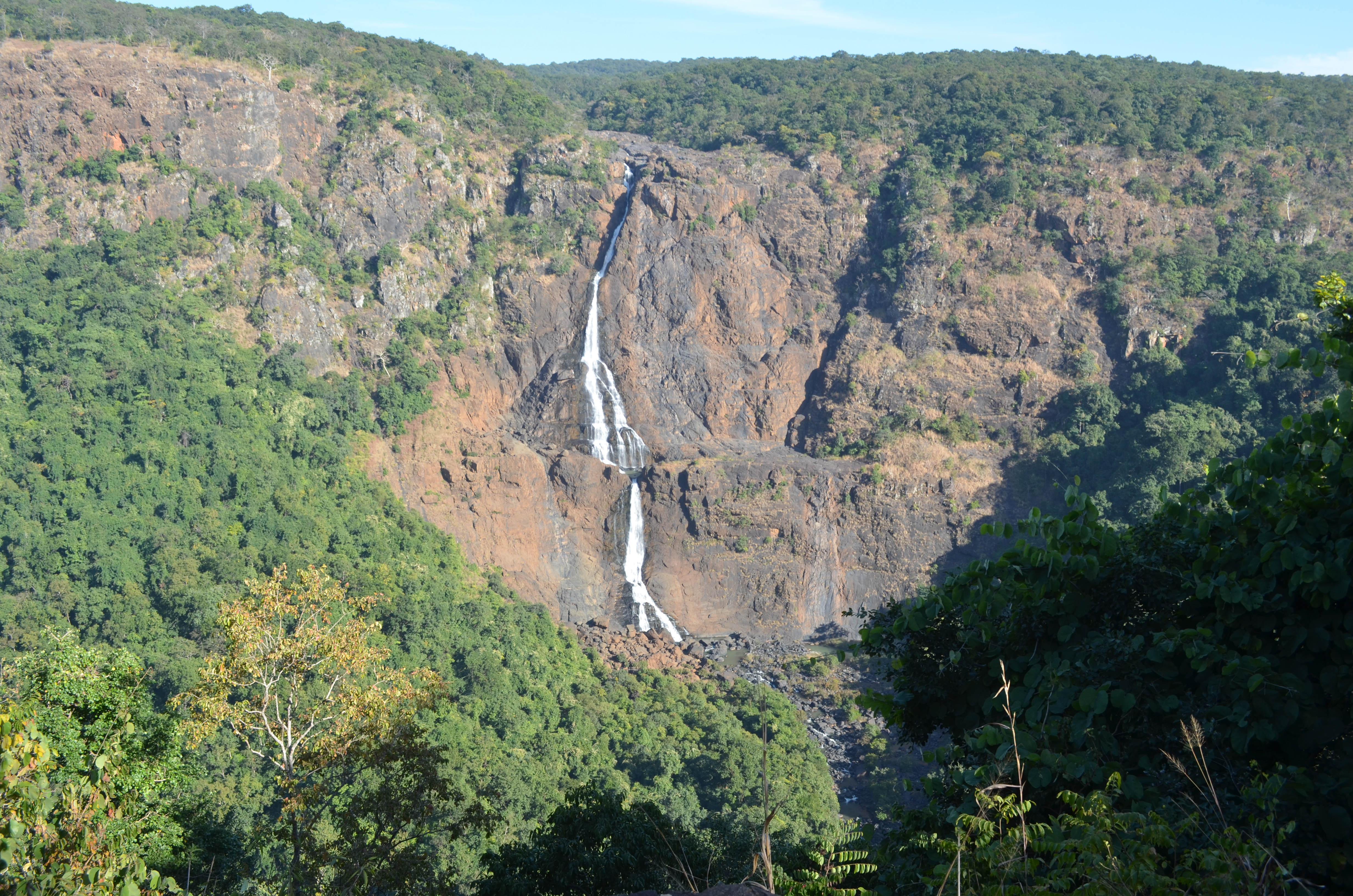
Le parc national de Simlipal ainsi que tout l'arrière-pays de l'Odisha sont très montagneux et forestiers.
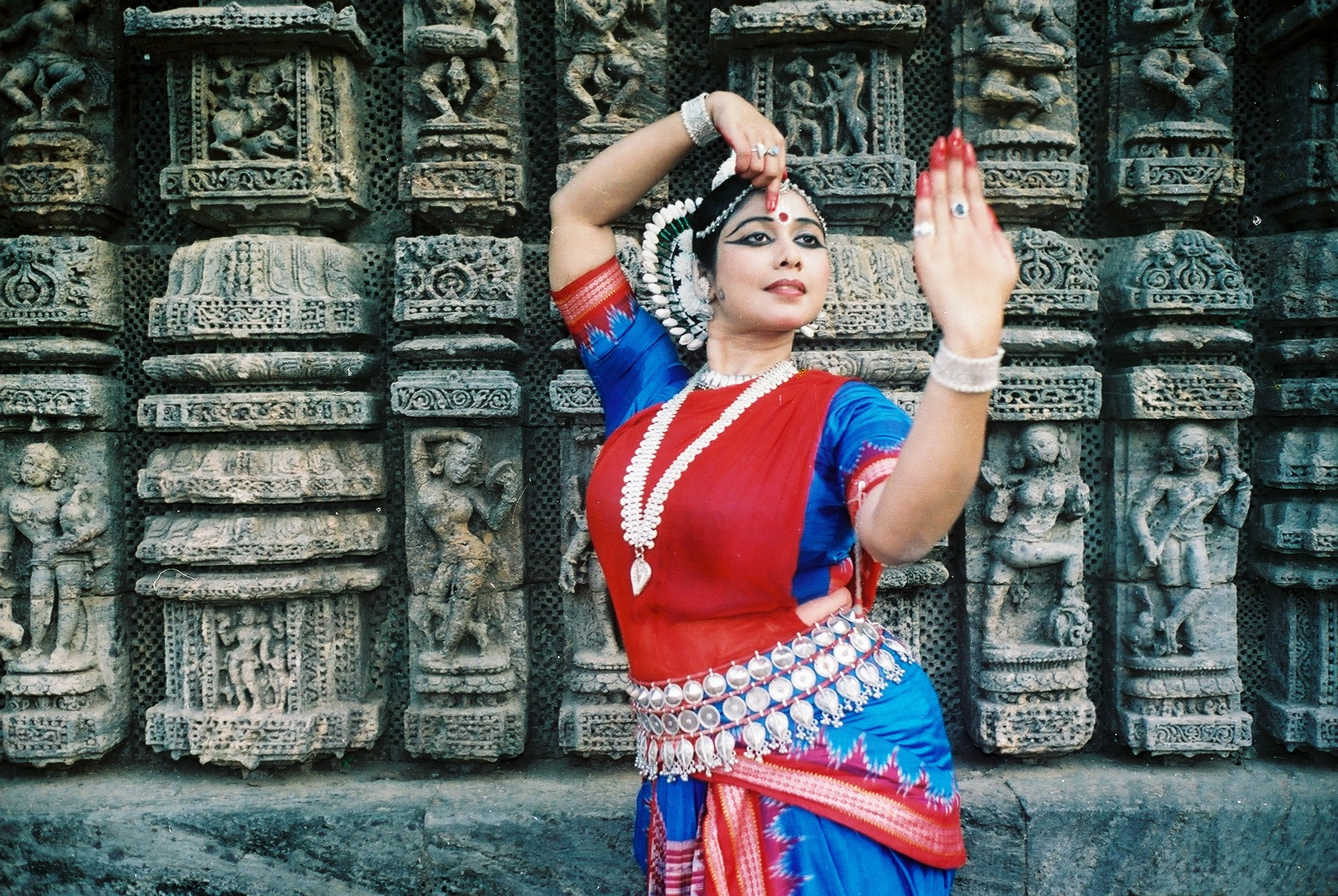
L'Odissi est une danse classique de l'Odisha.
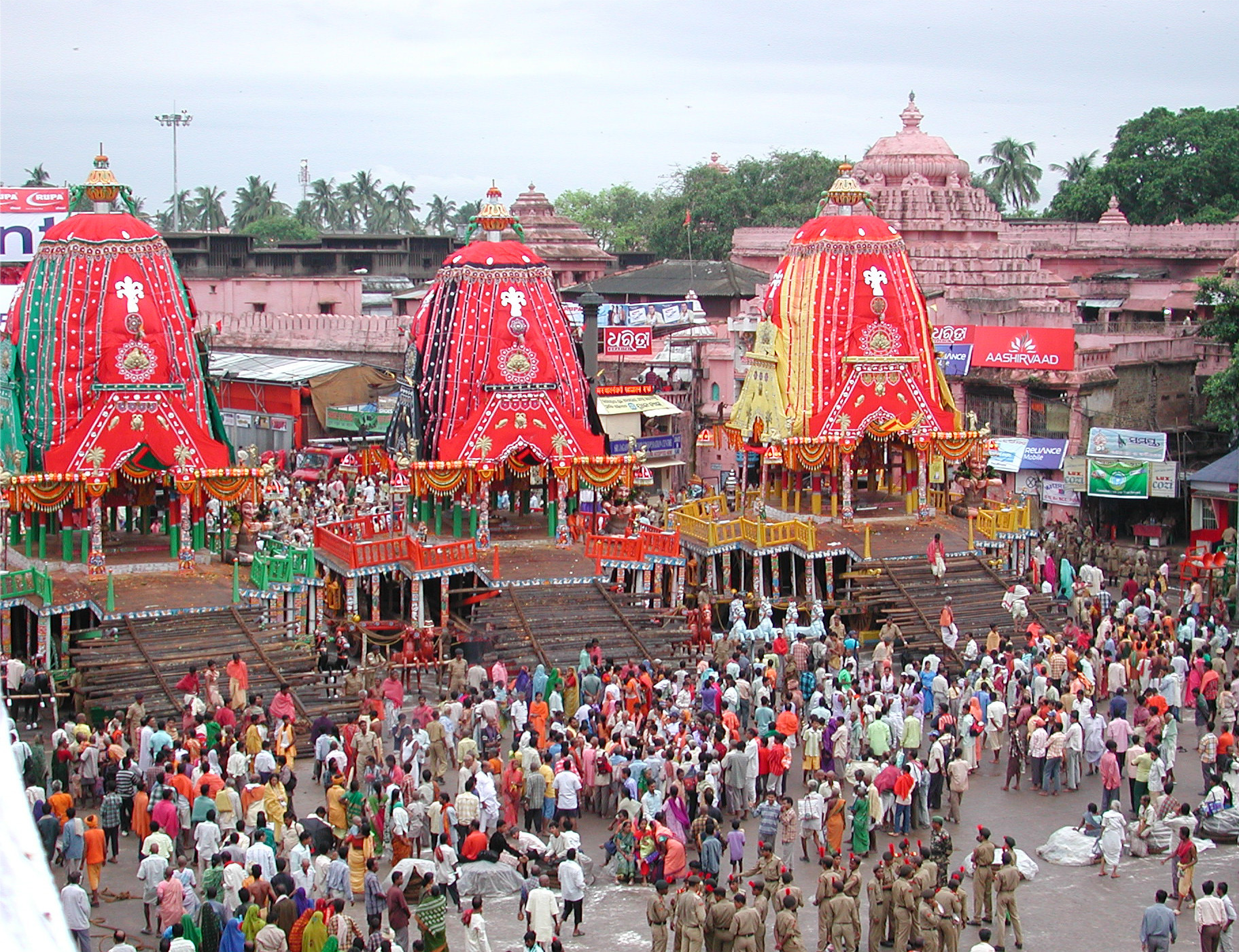
Le Rath Yatra, Festival des Chariots de Purî, est dédié à Jagannâtha.
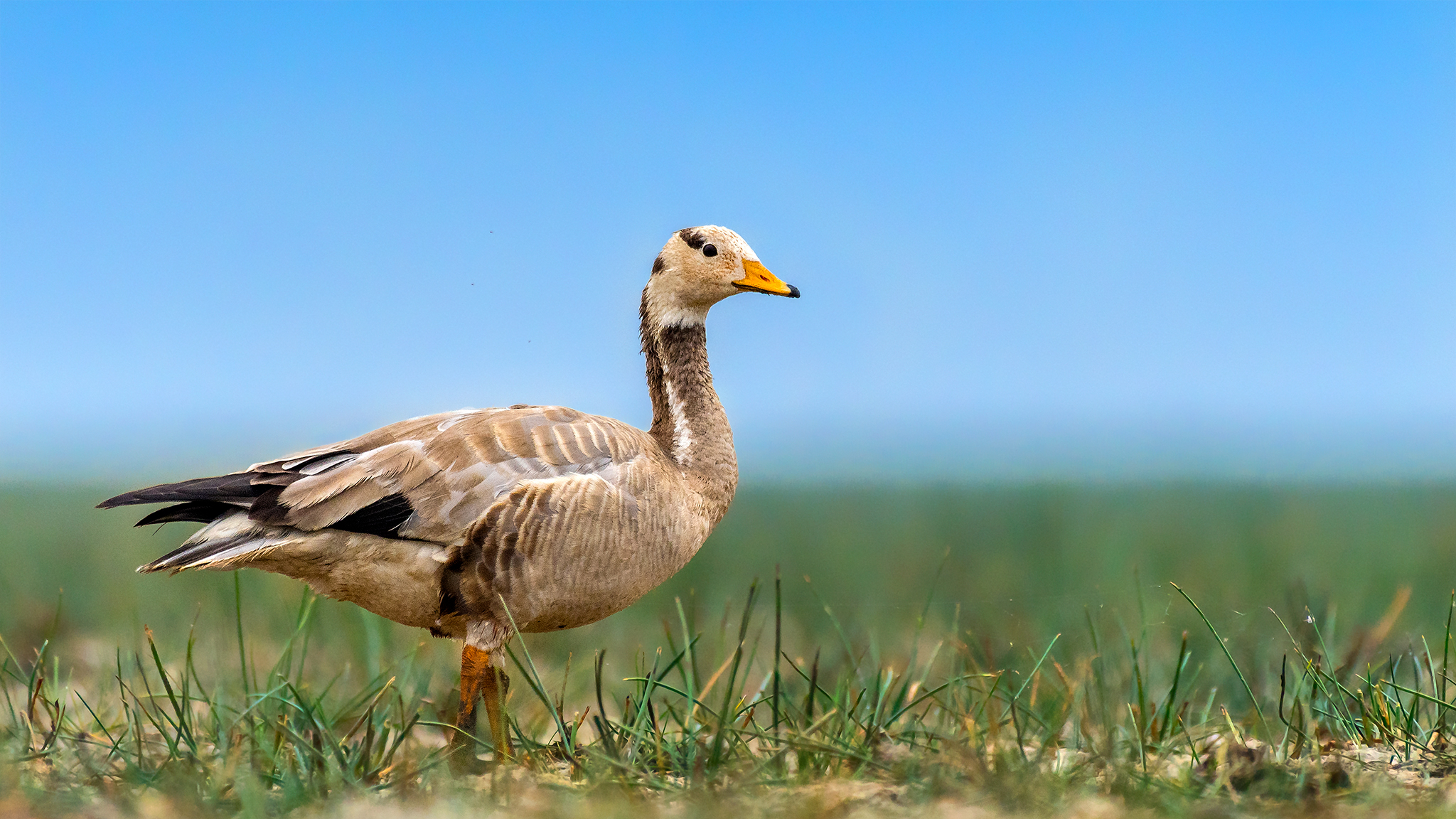
L'Odisha est une importante zone d'hivernage pour les oiseaux migrateurs d'Asie centrale et d'Europe de l'Est.
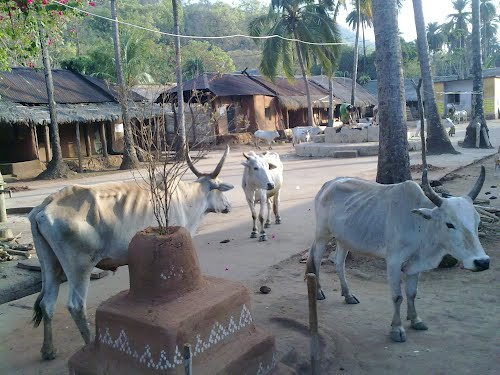
Une scène de village.